# Alfredo Comis
Alfredo Comis (Santo Stefano di Cadore, 19 ottobre 1950) è un politico italiano.